# Station Saint-Nom-la-Bretèche - Forêt de Marly
Station Saint-Nom-la-Bretèche - Forêt de Marly is een spoorwegstation aan de spoorlijn Saint-Cloud - Saint-Nom-la-Bretèche-Forêt-de-Marly en aan de Grande ceinture van Parijs. Het station ligt in de Franse gemeente L'Étang-la-Ville, op twee kilometer van Saint-Nom-la-Bretèche in het departement Yvelines (Île-de-France).

## Geschiedenis
Het station werd op 22 december 1889 geopend door de Compagnie des chemins de fer de l'Ouest als aansluiting op de eerder geopende . Sinds zijn oprichting is het eigendom van de Société nationale des chemins de fer français (SNCF).

## Ligging
Het station ligt op kilometerpunt 29,920 van de spoorlijn Saint-Cloud - Saint-Nom-la-Bretèche-Forêt-de-Marly en kilometerpunt 13,384 van de Grande ceinture van Parijs.

## Diensten
Het station wordt aangedaan door verschillende treinen van Transilien lijn L:
- Tussen Paris-Saint-Lazare en dit station
- Grande ceinture Ouest: Saint-Germain-en-Laye-Grande-Ceinture - Noisy-le-Roi

## Vorige en volgende stations
| Richting     | Vorig station | Lijn    | Volgend station  | Richting                              |
| ------------ | ------------- | ------- | ---------------- | ------------------------------------- |
| Eindpunt     | Eindpunt      | Trans L | L'Étang-la-Ville | Paris-Saint-Lazare                    |
| Noisy-le-Roi | Noisy-le-Roi  | (GCO)   | Mareil-Marly     | Saint-Germain-en-Laye-Grande-Ceinture |